# 住吉正
住吉 正（すみよし ただし、1893年（明治26年）2月10日 - 1976年（昭和51年）3月24日）は、日本の陸軍軍人。最終階級は陸軍少将。

## 経歴
広島県吉舎町出身。陸軍少尉住吉義夫の長男として生まれる。広島陸軍地方幼年学校、中央幼年学校を経て、1914年（大正3年）5月、陸軍士官学校（26期）を卒業し、同年12月、砲兵少尉に任官し野戦砲兵第11連隊付となる。陸軍砲工学校高等科で学び、1923年（大正12年）11月、陸軍大学校（35期）を卒業した。
参謀本部員、陸軍重砲兵学校教官、陸軍省軍務局課員、留守第3師団参謀、気球連隊練習部長などを経て、1938年（昭和13年）3月、砲兵大佐に進級し野戦重砲兵第3連隊長となり日中戦争に出征した。関東軍砲兵司令部員、重砲兵学校幹事などを歴任し、1941年（昭和16年）3月、陸軍少将に昇進した。
太平洋戦争を第3砲兵団長として迎えた。1942年（昭和17年）9月、第17軍司令部付（砲兵司令官）となり、東ニューギニア、ガダルカナル島に転戦。東部軍司令部付を経て、1943年（昭和18年）10月、予備役に編入されたが、1944年（昭和19年）6月、召集を受け東部軍砲兵隊長を務め、1945年（昭和20年）10月、召集解除となった。
1947年（昭和22年）11月28日、公職追放仮指定を受けた。

## 親族
- 父   住吉義夫（1863年 - 不明、陸軍少尉）

1863年（文久3年）9月25日に高田郡吉田町に生まれる。1883年（明治16年）に陸軍教導団に入り、後に陸軍砲工学校に入学する。卒業後は第4師団姫路第10連隊で勤務し、日清戦争の際には第4指弾司令部付となった。帰国後は鳥取歩兵第40連隊付となり、日露戦争時には第5師団付として満州へ渡った。その際に歩兵少尉に昇進している。日露戦後は、軍功により勲五等に叙されている。陸軍除隊後、1901年（明治34年）に旧制日彰館中学校教員となった。また日彰館中学校のある吉舎町の在郷軍人会分会長を務めた。
- 長妹 濱保契子（1896年 - 1972年、上下町神官・濱保繁の妻）
- 次妹 後藤昌子（1902年 - 不明、広島市薬種商・後藤吟蔵の妻[7]）

その他弟妹あり。